# I. e. 224
Évszázadok: i. e. 4. század – i. e. 3. század – i. e. 2. század
Évtizedek: i. e. 270-es évek – i. e. 260-as évek – i. e. 250-es évek – i. e. 240-es évek – i. e. 230-as évek – i. e. 220-as évek – i. e. 210-es évek – i. e. 200-as évek – i. e. 190-es évek – i. e. 180-as évek – i. e. 170-es évek
Évek: i. e. 229 – i. e. 228 – i. e. 227 – i. e. 226 –  i. e. 225 – i. e. 224 – i. e. 223 – i. e. 222 – i. e. 221 – i. e. 220 – i. e. 219

## Események

### Görögország
- A kleomenészi háborúban Spárta elfoglalja Argoszt, Pellénét és Phliouszt. Az Akháj Szövetség vezetője, Aratosz kénytelen III. Antigonosz makedón király segítségét kérni. III. Kleomenész spártai király megerősíti a korinthoszi Iszthmoszt és visszaveri a makedón támadást. A spártaiak ezután Sziküón felé indulnak, de az Argoszban fellobbanó felkelés defenzívába kényszeríti őket.

### Róma
- Titus Manlius Torquatust és Quintus Fulvius Flaccust választják consulnak. Lucius Caecilius Metellust dictatorrá nevezik ki a népgyűlés levezetésére.
- Az előző évi gall támadás visszaverése után Flaccus consul Róma uralma alá veti a Pótól délre élő boiusokat és lingonokat.

### India
- Meghal Dasaratha, a Maurja Birodalom királya. Utóda unokatestvére, Szamprati.

## Halálozások
- Dasaratha, a Maurja Birodalom uralkodója.

## Fordítás
- Ez a szócikk részben vagy egészben  a(z)   224 v. Chr. című német Wikipédia-szócikk ezen változatának fordításán alapul.  Az eredeti cikk szerkesztőit annak laptörténete sorolja fel. Ez a jelzés csupán a megfogalmazás eredetét és a szerzői jogokat jelzi, nem szolgál a cikkben szereplő információk forrásmegjelöléseként.